# Assemblée nationale (Botswana)
Pour les autres articles nationaux ou selon les autres juridictions, voir Assemblée nationale.
13e législature
Bâtiment de l'Assemblée nationale
L'Assemblée nationale (en anglais : National Assembly ; en tswana : Palamente ya Botswana) est l'organe monocaméral exerçant le pouvoir législatif au Botswana. Avec le président de la République, elle forme le Parlement du Botswana. 
Son rôle et ses fonctions, définis par la Constitution du pays, sont l'adoption des lois, la nomination des ministres qui forme le Cabinet ainsi que contrôler le travail du gouvernement. Elle est également chargée d'adopter les budgets du pays. Enfin, elle est conseillée par le Ntlo ya Dikgosi, un conseil de chefs tribaux qui ne constitue pas une chambre du Parlement.
L'Assemblée nationales est composée de 69 membres élus pour un mandat de cinq ans, dont 61 élus et 6 cooptés tandis que le président de la République et le président de l'assemblée le sont ex officio. Les dernières élections législatives ont eu lieu le 30 octobre 2024.

## Système électoral
L'Assemblée nationale est composée de 69 sièges dont 61 pourvus tous les cinq ans au scrutin uninominal majoritaire à un tour dans autant de circonscriptions électorales. Six autres députés sont élus au scrutin indirect par ceux du parti ou de la coalition majoritaire à l'assemblée après la tenue du scrutin national.
Enfin, l'assemblée comporte deux membres dits ex officio : le président de l'Assemblée nationale ainsi que le président de la République, tous deux élus par les députés.

## Composition
| Parti politique | Année | Année | Année | Année | Année | Année | Année | Année | Année | Année | Année | Année | Année |
| Parti politique | 1965  | 1969  | 1974  | 1979  | 1984  | 1989  | 1994  | 1999  | 2004  | 2009  | 2014  | 2019  | 2024  |
| --------------- | ----- | ----- | ----- | ----- | ----- | ----- | ----- | ----- | ----- | ----- | ----- | ----- | ----- |
| BDP             | 28    | 24    | 27    | 29    | 29    | 31    | 27    | 33    | 44    | 45    | 37    | 38    | 4     |
| BMD (en)        | –     | –     | –     | –     | –     | –     | –     | –     | –     | –     | 9     | –     | –     |
| BNF             | –     | 3     | 2     | 2     | 4     | 3     | 13    | 6     | 12    | 6     | 8     | 4     | 23    |
| BPP             | 3     | 3     | 2     | 1     | 1     | –     | –     | –     | –     | –     | –     | –     | 4     |
| BCP             | –     | –     | –     | –     | –     | –     | –     | 1     | 1     | 4     | 3     | 11    | 15    |
| BIP (en)        | –     | 1     | 1     | –     | –     | –     | –     | –     | –     | –     | –     | –     | –     |
| BAM (en)        | –     | –     | –     | –     | –     | –     | –     | –     | –     | 1     | –     | –     | –     |
| BPF             | –     | –     | –     | –     | –     | –     | –     | –     | –     | –     | –     | 3     | 5     |
| AP              | –     | –     | –     | –     | –     | –     | –     | –     | –     | –     | –     | 1     | 6     |
| Ind.            | –     | –     | –     | –     | –     | –     | –     | –     | –     | 1     | –     | –     | 1     |
| Total           | 31    | 31    | 32    | 32    | 34    | 34    | 40    | 40    | 57    | 57    | 57    | 57    | 61    |

## Liste des présidents
| Nom                    | Début | Fin      |
| ---------------------- | ----- | -------- |
| Alfred M. Merriweather | 1965  | 1968     |
| Albert A.F. Lock       | 1968  | 1975     |
| James G. Haskins       | 1979  | 1989     |
| Moutlakgola P.K. Nwako | 1989  | 1999     |
| Matlapeng Ray Molomo   | 1999  | 2004     |
| Patrick Balopi         | 2004  | 2009     |
| Margaret Nasha         | 2009  | 2014     |
| Gladys Kokorwe         | 2014  | 2019     |
| Phandu Skelemani       | 2019  | 2024     |
| Dithapelo Keorapetse   | 2024  | en cours |